# Базарно-Карабулацький район
Базарно-Карабулацький район рос. Базарно-Карабулакский муниципальный район — муніципальне утворення в Саратовській області. Адміністративний центр району — смт Базарний Карабулак. Населення району — 29 761 осіб.

## Географія
Розташований в північній частині Правобережжя, на Приволзькій височині. Пересічений рельєф і значна лісистість району створюють привабливі пейзажі.

## Історія
Район утворений 23 липня 1928 року в складі Вольського округу Нижньо-Волзького краю. До його складу увійшла територія колишньої Базарно-Карабулацької волості Саратовського повіту Саратовської губернії.
З 1934 року район в складі Саратовського краю, з 1936 року — в Саратовській області.
В 1958 році до складу району включена територія скасованого Курилівського району з центром в с. В'язовка.
З 1 січня 2005 року район перетворений в муніципальне утворення Базарно-Карабулакський муніципальний район.

## Економіка
Економіка сільськогосподарського спрямування, вирощуються зернові, соняшник, молочно-м'ясне тваринництво.
Промислові підприємства пов'язані з сільським господарством: консервний і молочний заводи, м'ясокомбінат. Крім цього є меблева фабрика і скляний завод.

## Пам'ятки
В районі існує система дитячих оздоровчих таборів і спортивних установ. В районі знаходиться найвідоміше і одне з найстаріших в області лісництв. До визначних пам'яток також належать численні чисті джерела.

## Відомі уродженці
- Полещиков Микола Іванович (1910–1944) — Герой Радянського Союзу.